# Světozor
Světozor byl český obrázkový časopis, vycházející s přestávkami od roku 1834. 

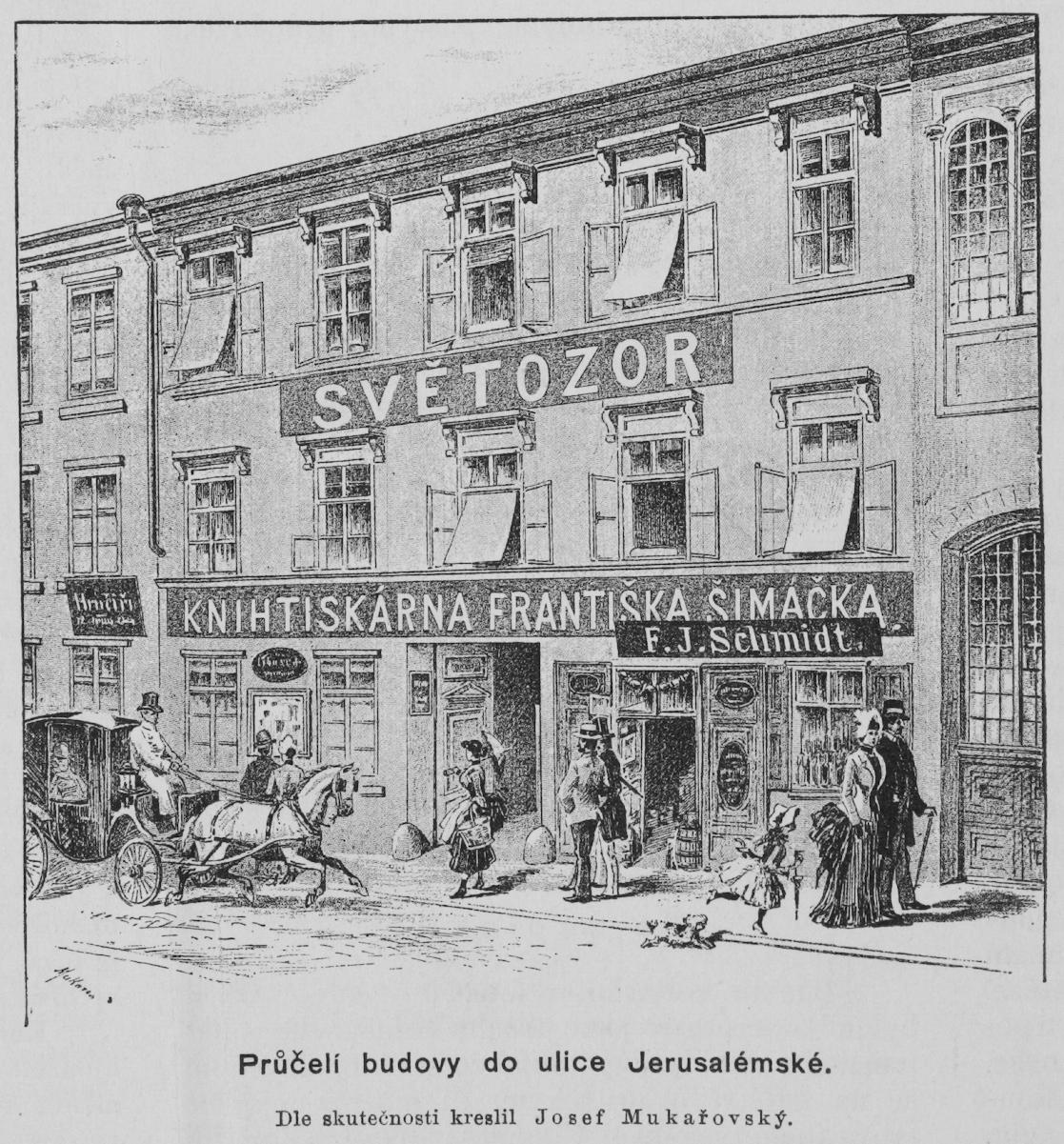
Sídlo redakce Světozoru v roce 1886

První číslo Světozoru vyšlo 1. března 1834, kdy jej po vzoru britských penny papers (resp. německých pfennigmagazínů) založil Pavel Josef Šafařík. Cílem tohoto časopisu byla snaha pobavit čtenáře různými zajímavostmi, nesetkal se však se zájmem odběratelů a po dvou letech zanikl. Vycházel každou sobotu a celkem bylo vydáno 52 čísel. 
V roce 1867 jej obnovil František Skrejšovský. Jako týdeník začal od 13. července 1867 vycházet každý pátek. Od roku 1899 časopis získalo Nakladatelství J. Otto, ve kterém časopis vycházel přes 30 let. Ve 30. letech 20. století časopis vydával pokrokový novinář Pavel Altschul.